# Horodeňský rajón
Horodeňský rajón (ukrajinsky Городнянський район) byl rajón v Černihivské oblasti na Ukrajině. Hlavním městem byla Horodňa a rajón měl přibližně 27 tisíc obyvatel. 

## Sídla v rajónu
- Horodňa